# Middlesbrough Football Club 2021-2022
Questa voce raccoglie le informazioni riguardanti il Middlesbrough Football Club nelle competizioni ufficiali della stagione 2021-2022.

## Maglie e sponsor
| Casa | Trasferta |

Sponsor ufficiale: 32 Red
Fornitore tecnico: Hummel

## Rosa
Rosa aggiornata al 2 gennaio 2022.
| N. |                        | Ruolo | Calciatore            |
| -- | ---------------------- | ----- | --------------------- |
| 1  | Inghilterra (bandiera) | P     | Joe Lumley            |
| 2  | Paesi Bassi (bandiera) | D     | Anfernee Dijksteel    |
| 3  | Galles (bandiera)      | D     | Neil Taylor           |
| 4  | Inghilterra (bandiera) | D     | Grant Hall (capitano) |
| 6  | Inghilterra (bandiera) | D     | Dael Fry              |
| 7  | Inghilterra (bandiera) | C     | Marcus Tavernier      |
| 8  | Cuba (bandiera)        | C     | Onel Hernández        |
| 9  | Uganda (bandiera)      | A     | Uche Ikpeazu          |
| 10 | Argentina (bandiera)   | C     | Martín Payero         |
| 11 | Slovenia (bandiera)    | A     | Andraž Šporar         |
| 12 | Inghilterra (bandiera) | C     | Marcus Browne         |
| 13 | Inghilterra (bandiera) | C     | Toyosi Olusanya       |
| 14 | Inghilterra (bandiera) | D     | Lee Peltier           |
| 15 | Inghilterra (bandiera) | D     | Nathan Wood           |

| N. |                             | Ruolo | Calciatore       |
| -- | --------------------------- | ----- | ---------------- |
| 16 | Inghilterra (bandiera)      | C     | Jonathan Howson  |
| 17 | Irlanda del Nord (bandiera) | D     | Paddy McNair     |
| 18 | Inghilterra (bandiera)      | C     | Duncan Watmore   |
| 20 | Inghilterra (bandiera)      | D     | Darnell Fisher   |
| 21 | Inghilterra (bandiera)      | C     | Sammy Ameobi     |
| 22 | Costa d'Avorio (bandiera)   | D     | Souleymane Bamba |
| 23 | Camerun (bandiera)          | C     | James Lea Siliki |
| 25 | Inghilterra (bandiera)      | C     | Matt Crooks      |
| 26 | Irlanda (bandiera)          | A     | Aaron Connolly   |
| 27 | Inghilterra (bandiera)      | D     | Marc Bola        |
| 28 | Inghilterra (bandiera)      | P     | Luke Daniels     |
| 35 | Inghilterra (bandiera)      | C     | Isaiah Jones     |
| 37 | Inghilterra (bandiera)      | A     | Josh Coburn      |